# Придурки из Хаззарда (телесериал)
«Придурки из Хаззарда» (англ. The Dukes of Hazzard) — американский телесериал, который транслировался по телесети CBS с 1979 по 1985 год.

## Сюжет
Телесериал повествует о приключениях двух двоюродных братьев Бо и Люка Дюков, проживающих в вымышленном округе Хаззард, штат Джорджия и использующих в качестве средства передвижения Dodge Charger 1969 года выпуска, характерной окраски (с изображением флага Конфедерации на крыше) и под названием «General Lee» (в честь знаменитого военачальника Конфедерации, бывшего командующего армии Северной Вирджинии).
На протяжении сериала они занимаются перевозкой самогона и избегают различных ловушек, расставляемых на их пути коррумпированным комиссаром Дж. Д. Хоггом (более известным как «Босс» Хогг) и его союзником, шерифом округа Роско П. Колтрейном.

## Персонажи
- Люк Дюк (Том Вопат) — черноволосый и рассудительный парень. Немного старше своего кузена Бо. Бывший боксер и морпех.
- Бо Дюк (Джон Шнейдер) — младший кузен. Горячий блондин. Его кредо — вначале стреляй, а потом задавай вопросы. Бывший автогонщик.
- Дэйзи Дюк (Кэтрин Бах) — младшая кузина Люка и Бо и по совместительству секс-символ телесериала. Честная и добрая девушка, иногда чересчур наивна, что приносит ей (и её кузенам) неприятности.
- Джесси Дюк (Денвер Пайл) — глава клана Дюков. Все, кроме «Босса» Хогга именуют его «Дядюшка Джесси». Он не имеет собственных детей, но исполняет роль отца для Дэйзи, Люка и Бо.